# Jehan de Douay
Pour les articles homonymes, voir Douai (homonymie).
 (mars 2009).
Si vous disposez d'ouvrages ou d'articles de référence ou si vous connaissez des sites web de qualité traitant du thème abordé ici, merci de compléter l'article en donnant les références utiles à sa vérifiabilité et en les liant à la section « Notes et références ».
Jehan de Douay, un trouvère français né à Douai (comté de Flandre) au XIIIe siècle.